# Georg Karl von Dyherrn
Freiherr Georg Karl von Dyherrn, auch Dyhrrn bzw. Dyhern (* 13. April 1710; † 25. April 1759 in Frankfurt) war ein sächsischer Generalleutnant.

## Leben

### Familie
Georg Karl war Angehöriger des schlesisch-meißnischen Adelsgeschlechts Dyhrn.

### Werdegang
Dyherrn trat in die Sächsische Armee ein und war 1730 Leutnant bei den „Kronprinz Kürassieren“. Er avancierte 1732 zum Rittmeister, 1738 zum Major und 1741 zum Oberstleutnant. 1745 wurde er Oberst im Dragonerregiment „Graf Rutowski“. Hier bekleidete er zeitweise auch das Amt des Generalquartiermeisters. Dyherrn erhielt 1752 seine Beförderung zum Generalmajor und wurde 1753 erneut Generalquartiermeister sowie Chef des Ingenieurkorps. 1757 avancierte er zum Generalleutnant.
Als Chef des Ingenieurkorps war Dyherrn auch gleichzeitig Direktor der Fortifikations- und Militärgebäude. In dieser Funktion nahm er reformerischen Einfluss auf die Ausbildung der Ingenieure an der Ingenieurakademie in Dresden.
Dyherrn hat am Polnischen Thronfolgekrieg, dem Türkenkrieg, wo er sich 1737 bei den Kämpfen am Timok auszeichnete und den Schlesischen Kriegen, hier insbesondere den Schlachten von Hohenfriedberg und Kesselsdorf teilgenommen. Nach der Kapitulation von Pirna sammelte er in Ungarn und Polen sächsische Truppen und führte diese in das Elsass den Franzosen zu. An seinen bei der Schlacht bei Bergen erhaltenen schweren Verletzungen ist er wenige Tage später in Frankfurt verstorben und wurde dort auch bestattet.